# Трудна свалка
Трудна Свалка (на английски: Gigli) е американски филм (Комедия) създаден през 2003 година. Режисьор на филма е Мартин Брест. Главните роли във филма играят: Бен Афлек, Ал Пачино, Кристофър Уокън, Дженифър Лопес, Джъстин Барта и Лейни Казан. Бюджета на филма е 54 млн. долара.

## Премиера
Премиерата на филма беше на 1 август 2003 година.

## Реакция
Филма беше голяма бомба, считан от много критици за най-лошия филм за 2003 г.

## Резюме
Лари Жили (Бен Афлек) е известен с големите си гафове и дребните си измами. Рики (Дженифър Лопес) е мъжко момиче и гангстер. Но обстоятелствата налагат да изпълнят заедно едно поръчение и всичко върви към сериозен провал. Ще намерят ли начин да се справят с личностните си различия и взаимното привличане? Режисиран от Мартин Брест (Усещане за жена), Трудна свалка е високооктанова, гореща, романтична комедия.